# تخيل: جون لينون
تخيل: جون لينون (بالإنجليزية: Imagine: John Lennon)‏ هو فيلم وثائقي حول المغني الإنجليزي جون لينون أُنتج سنة 1988.

## روابط خارجية
- تخيل: جون لينون على موقع IMDb (الإنجليزية)
- تخيل: جون لينون على موقع روتن توميتوز (الإنجليزية)
- تخيل: جون لينون على موقع نتفليكس (الإنجليزية)
- تخيل: جون لينون على موقع ألو سيني (الفرنسية)
- تخيل: جون لينون على موقع Turner Classic Movies (الإنجليزية)
- تخيل: جون لينون على موقع أول موفي (الإنجليزية)
- تخيل: جون لينون على موقع بوكس أوفيس موجو (الإنجليزية)
- تخيل: جون لينون على موقع فيلمافينيتي (الإسبانية)
- تخيل: جون لينون على موقع قاعدة بيانات الأفلام السويدية (السويدية)
- تخيل: جون لينون على موقع قاعدة بيانات الفيلم (الإنجليزية)
- Imagine: John Lennon على موقع أول موفي.
- Imagine: The Peace Ballad of John & Yoko exhibition Virtual Tour